# Język mansim
Język mansim, także: borai, moi, moi brai – prawie wymarły język papuaski używany w prowincji Papua Zachodnia w Indonezji. Według doniesień terenowych posługuje się nim 50 osób (w podeszłym wieku). G. Holton i M. Klamer (2018) sugerują, że jest już wymarły.
Jest blisko spokrewniony z językiem hatam. Zebrane dane leksykalne sugerują, że należy go rozpatrywać jako język odrębny od hatam. Oba języki zostały sklasyfikowane w ramach niewielkiej rodziny hatam-mansim. G. Reesink omawia je wraz z językami wschodniej Ptasiej Głowy. Nie jest jasne, czy języki te (z uwzględnieniem mansim i hatam) tworzą spójną grupę genetyczną (uważa się, że chodzi o dwie rodziny, co najwyżej daleko ze sobą spokrewnione).
Do jego zaniku przyczyniła się presja ze strony języka hatam (dominującego lokalnie) i języka narodowego.
Wyróżnia się obfitością zapożyczeń z języka biak-numfor (na poziomie struktury i leksyki).
Często pomijany w klasyfikacjach języków papuaskich. Nie został uwzględniony w Ethnologue (wyd. 16–24). Bardzo słabo poznany, sporządzono pobieżny opis jego gramatyki i słownictwa .